# Torri costiere della provincia di Livorno
Lista delle principali torri e delle fortificazioni costiere della Provincia di Livorno.
- Bibbona:
  - Forte di Marina di Bibbona

- Campo nell'Elba:
  - Torre di San Giovanni

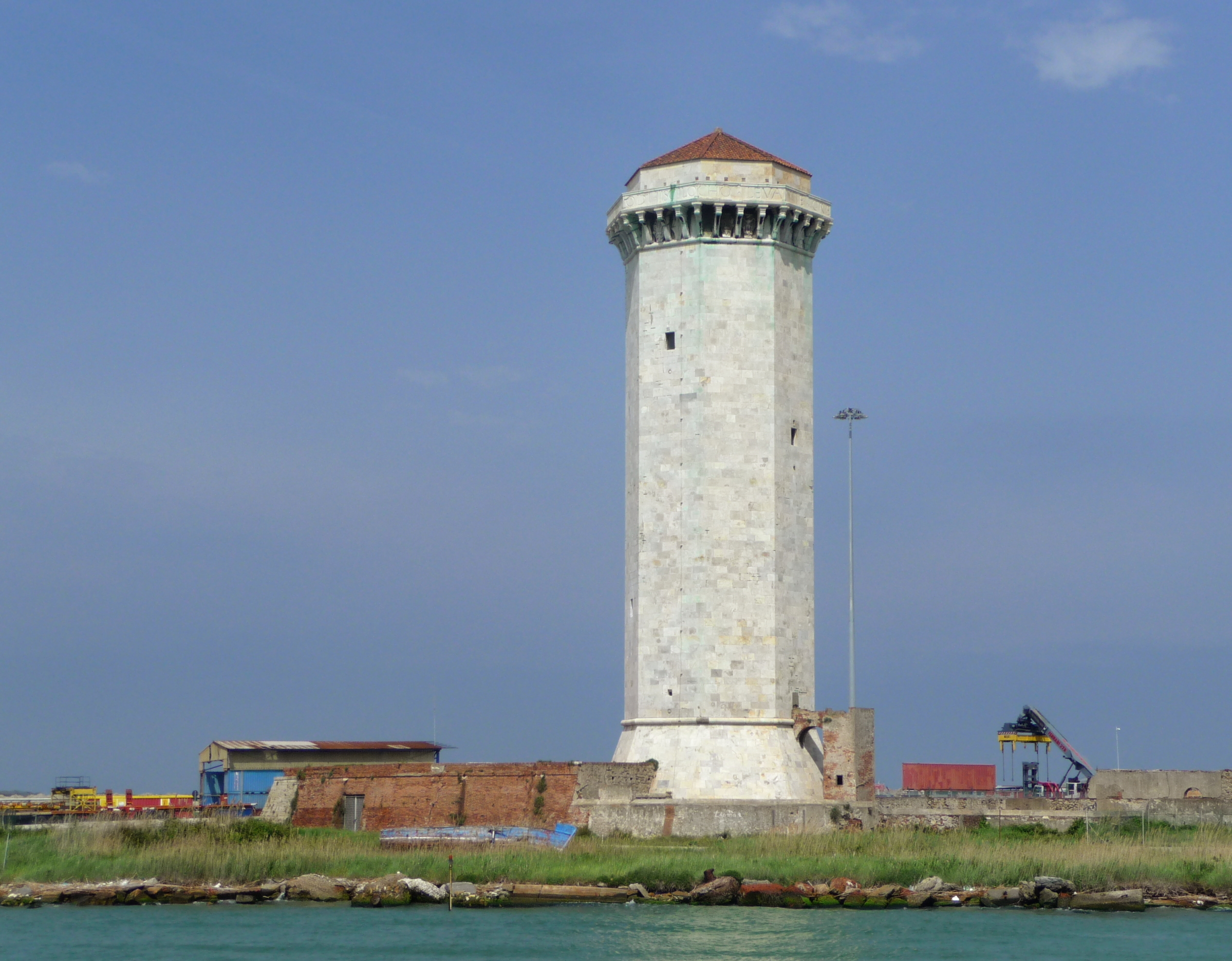
Torre del Marzocco

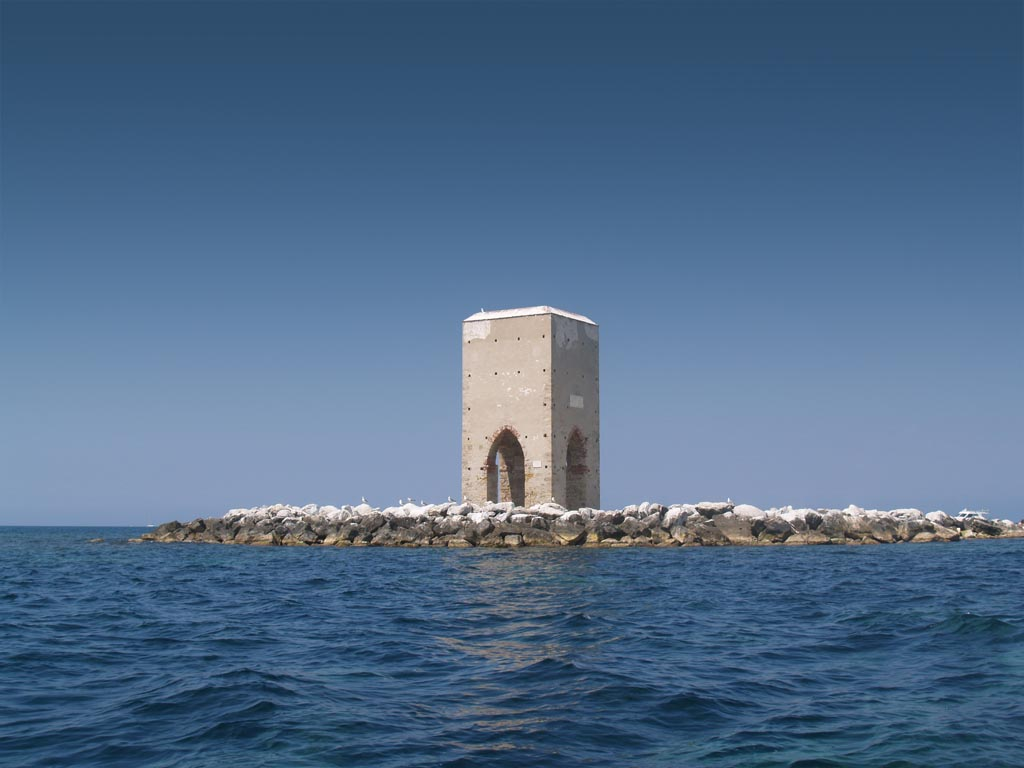
La Torre della Meloria

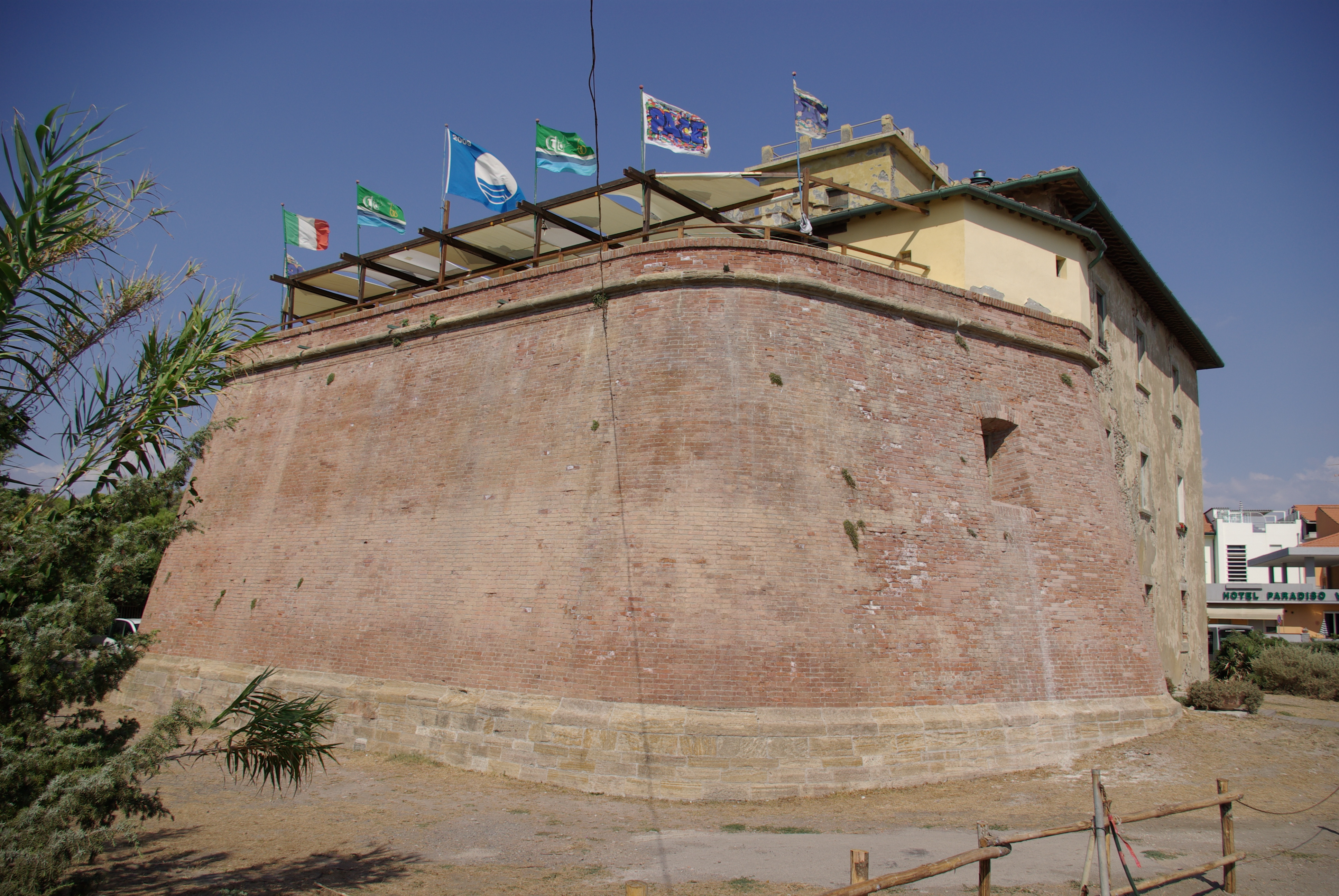
Il Forte di Marina di Bibbona

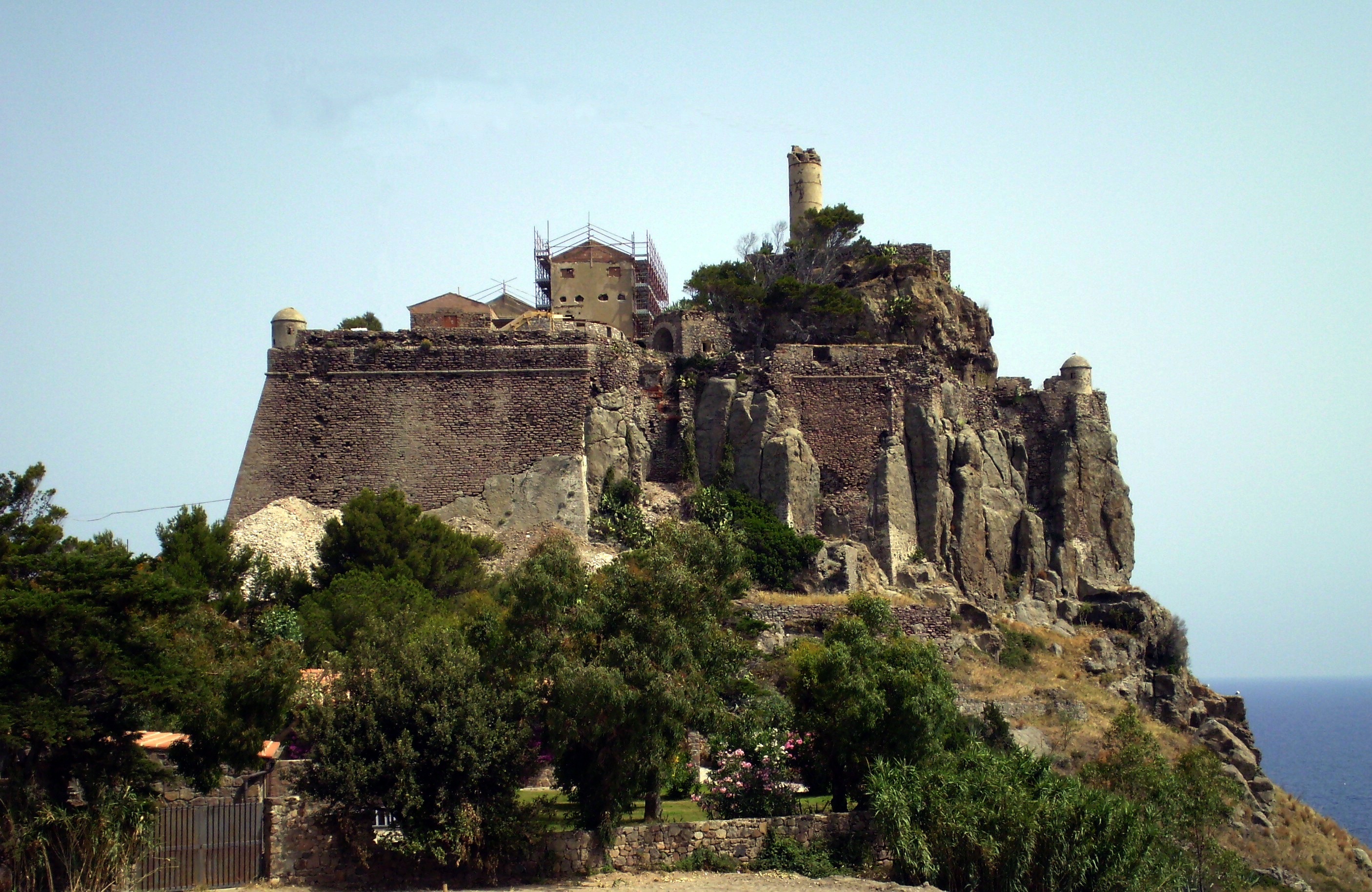
Il Forte di San Giorgio a Capraia

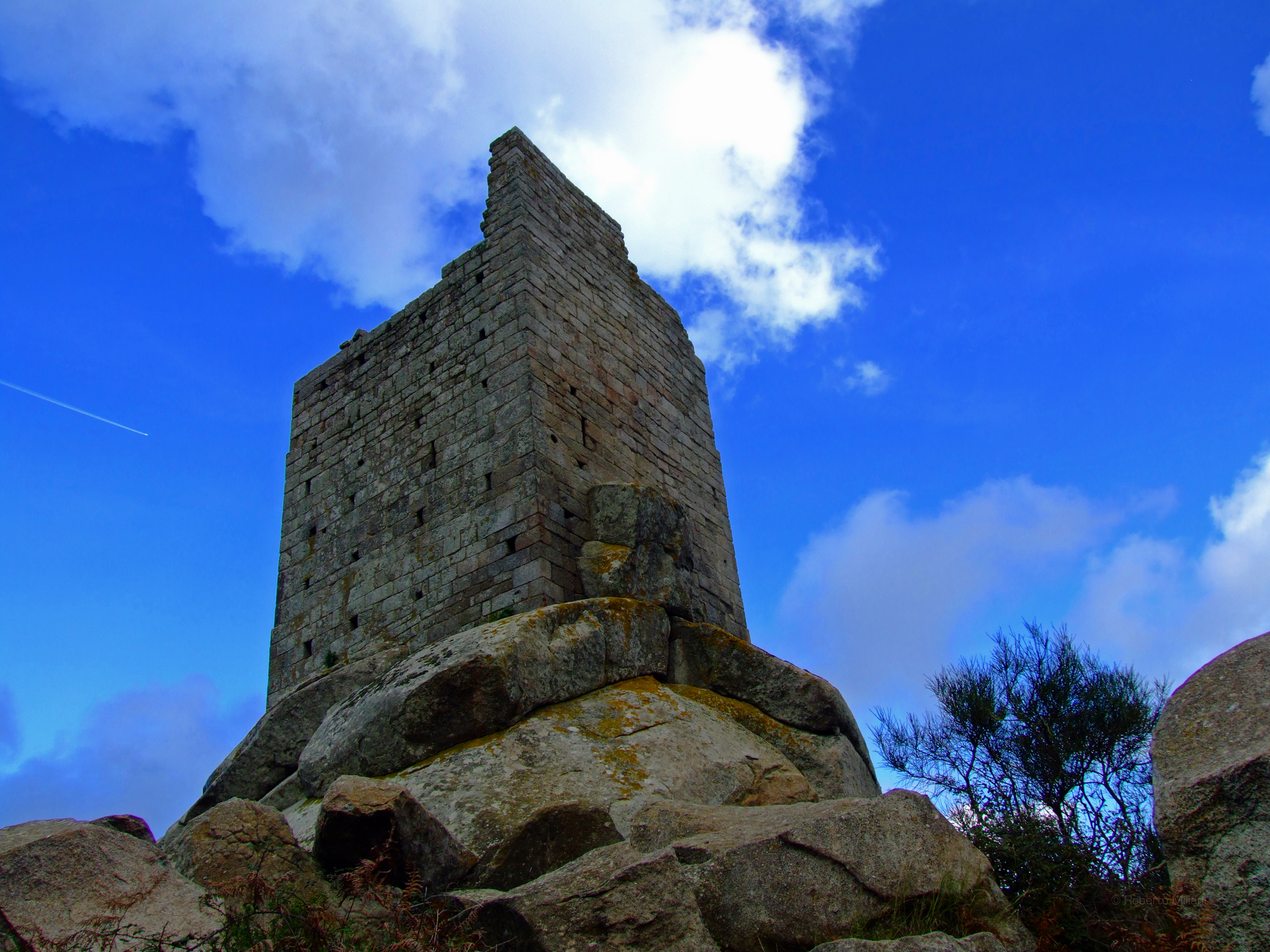
La Torre di San Giovanni a Campo nell'Elba

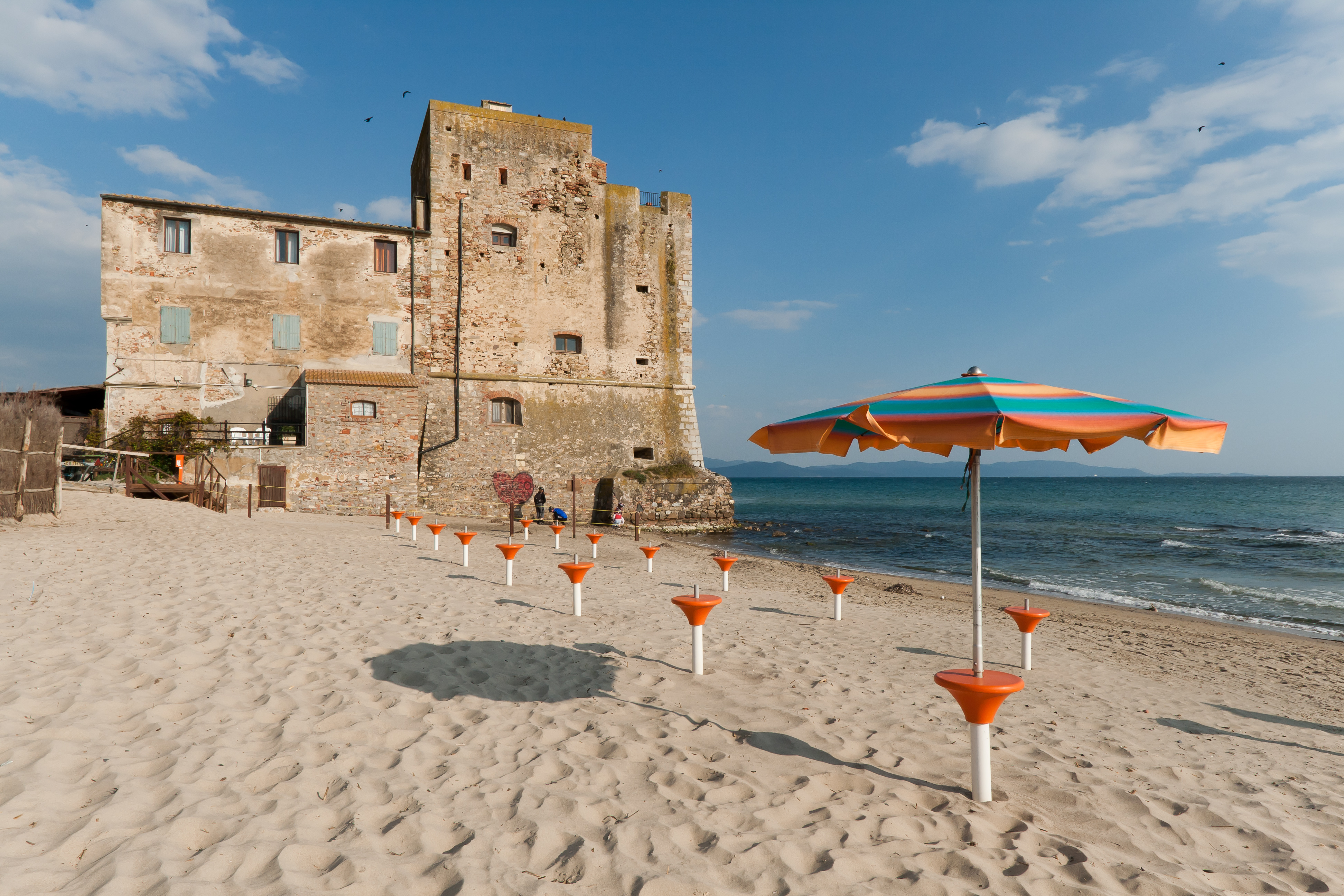
La Torre Mozza

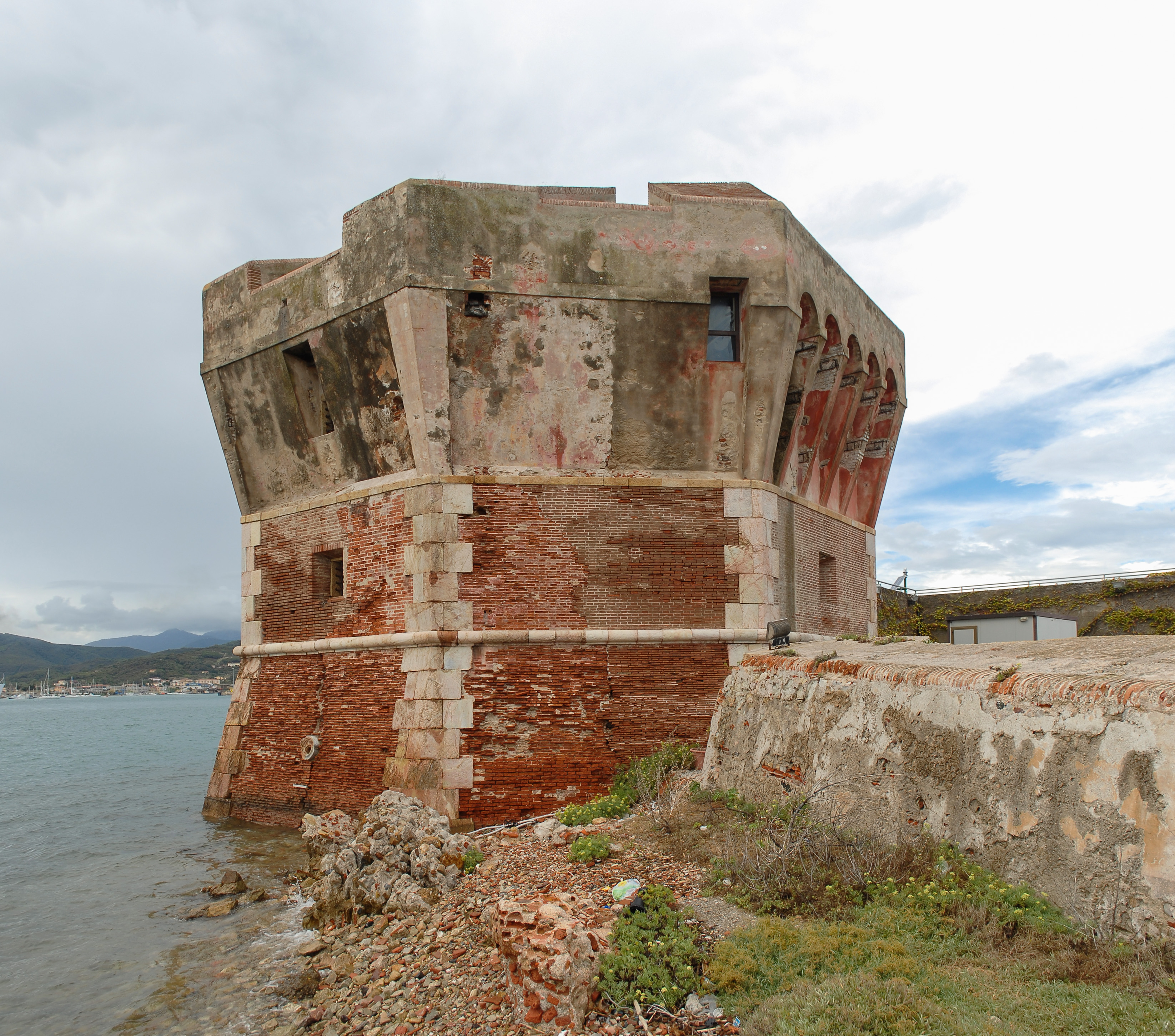
Torre della Linguella, Portoferraio

  - Torre di Marina di Campo a Marina di Campo
  - Forte Teglia sull'Isola di Pianosa
  - Palazzo della Specola sull'Isola di Pianosa
  - Torre Vecchia sull'Isola di Pianosa
  - Torre San Marco sull'Isola di Pianosa

- Capoliveri
  - Forte Focardo

- Capraia Isola:
  - Torre del Porto
  - Forte di San Giorgio
  - Torretta del Bagno
  - Torre della Regina
  - Torre dello Zenobito

- Castagneto Carducci:
  - Forte di Marina di Castagneto Carducci

- Cecina:
  - Torre di Cecina

- Livorno:
  - Torre del Marzocco
  - Torre del Magnale
  - Torre Maltarchiata
  - Fanale
  - Fortezza Vecchia
  - Castello di Antignano
  - Castello del Boccale
  - Torre di Calafuria
  - Castello Sonnino
  - Torre della Meloria
  - Torre Vecchia (Isola di Gorgona)
  - Torre Nuova (Isola di Gorgona)

- Marciana:
  - Fortezza Pisana

- Marciana Marina:
  - Torre degli Appiani

- Piombino:
  - Cittadella di Piombino
  - Torre di Porto Vecchio
  - Casetta Falcone
  - Torre di Rio Fanale
  - Rocca degli Appiani a Populonia
  - Torre di Baratti a Baratti
  - Torre del Sale
  - Torre Mozza

- Porto Azzurro:
  - Forte Longone (carcere)

- Portoferraio:
  - Torre della Linguella
  - Torre del Gallo
  - Forte Stella
  - Forte Falcone
  - Fortezza del Volterraio (ruderi) sull'omonima altura
  - Fortezza di Montecristo (Isola di Montecristo)

- Rio Marina:
  - Torre di Rio Marina
  - Torre di Palmaiola, sull'Isola di Palmaiola, al cui posto è stato costruito il faro.

- Rio nell'Elba:
  - Fortezza del Giove

- Rosignano Marittimo:
  - Torre di Castiglioncello
  - Torre di Vada

- San Vincenzo:
  - Torre di San Vincenzo
  - Torre Vecchia
  - Torre Nuova